# Острова (песня)
«Острова» («Спит придорожная трава») — песня композитора Юрия Чернавского на стихи поэта Леонида Дербенёва, написанная в 1985 году. Впервые прозвучала в художественном телефильме «Выше Радуги» (1986) в исполнении Владимира Преснякова-младшего, который спел её фальцетом за актёра Дмитрия Марьянова. В тексте песни использованы литературные образы Александра Грина.

## Создание песни
Песня была специально сочинена композитором Юрием Чернавским для кинофильма «Выше Радуги». Этот музыкальный номер должен был быть заключительным — с длинной инструментальной частью. Подходящего по тембру (соответствующему видеоряду) певца-мальчика или певицу Чернавский никак не мог найти.
Случайно Юрий Чернавский повстречался со своим старым приятелем — Владимиром Пресняковым-старшим. Будучи у него в гостях дома, Юрий услышал, как сын Преснякова, тоже Володя, балуясь, импровизирует в стиле американского джазового певца Эла Джерро, и пригласил его попробоваться к себе в студию. Студийные пробы прошли удачно. Было записано много импровизаций и, в конце-концов, запись состоялась:
Фальцет Володи настолько удачно «лёг» на образ Димы Марьянова, что создавалось полное ощущение целостности и органичности. А слова текстов песен Леонида Дербенёва, несмотря на свою замысловатость, моментально запомнились.
Следом Володя записал ещё несколько песен для фильма «Выше Радуги» — «Зурбаган», «Кот в мешке» и «Фотограф».

## Участники записи
Песня записана в домашней студии Юрия Чернавского. Инструментальные партии исполняют:
- Юрий Чернавский (клавишные, драм машина).
- Вадим Голутвин (гитара).

## Владимир Пресняков-младший и «Острова»
После записи «Островов» был снят рекламный клип для передачи «Утренняя почта» на Первом канале Центрального телевидения СССР, где он показывался впоследствии много раз. После выхода фильма песня стала популярной.
По рекомендации Чернавского, Володя начал посещать уроки брейк-данса у известного хореографа Валентина Гнеушева. Этого ещё в стране не было — петь и танцевать, и артист быстро завоевал успех:
«Спит придорожная трава, спит там, где мчатся к океану по рельсам поезда…», «Засыпает синий Зурбаган… А за горизонтом ураган…» — эти строки напевали многие дети и подростки конца восьмидесятых.

Благодаря фильму голос Володи Преснякова и сам он стали символом нового времени: времени без скучной пропаганды, времени, когда музыка стала оцениваться не столько по идеологическим соображениям, сколько по красоте и востребованности. Тогда слова «попса» не существовало, и быть «популярным» среди молодёжи, изголодавшейся по современной музыке, считалось модным.
Пресняков и по настоящее время продолжает исполнять «Острова» на концертах и телешоу, в различных аранжировках и с разными исполнителями.
Песня несколько раз переиздавалась на альбомах В. Преснякова:
- 1996 — «Зурбаган» (CD, «Союз»);
- 2001 — «Открытая дверь» (сборник, CD, «Монолит»);
- 2002 — «Любовь на audio» (совместно с группой «Не замужем», CD, «Andreyev’s Production»).

## Другие исполнители
- «Фабрика звёзд», вокальная группа «Cool & Jazzy» и В. Пресняков — блюз-версия (a cappella).
- Московская группа «Не замужем» и В. Пресняков.
- Группа «Бэнд’Р» (Екатеринбург).
- Существует песня-пародия московской ска-панк-группы «Distemper» — «Спит осторожная трава».
- В 2012 году коллаборация из московских музыкантов: Ильи Дмитриева и Кати Логачевой (группа Celebrine), Дмитрия Устинова (Taras 3000), вокалиста Tesla Boy Антона Севидова, Яны Блиндер, Кости Похвалина Poko Cox, Кати Шилоносовой (группа Glintshake), Жени Горбунова (группы NRKTK и Stoned Boys), а также Даниила Брода, вокалиста Pompeya, и Юры Макарычева, вокалиста On-The-Go, специально для интернет-портала Look At Me записала новогодний кавер на песню «Острова»[5]. На песню также был снят студийный видеоклип (Острова на YouTube).